# Юнацька збірна Казахстану з футболу (U-20)
Юнацька збірна Казахстану з футболу (U-20) — національна футбольна збірна Казахстану, що складається із гравців віком до 20 років. Керівництво командою здійснює Казахстанська федерація футболу.
Команда скликається для участі у Молодіжному чемпіонаті світу, якщо відповідну кваліфікацію долає юнацька збірна U-19, а також може брати участь у товариських і регіональних змаганнях.
Наразі команда лише одного разу була учасником молодіжної першості світу, у 1999 році, коли збірні Казахстану ще брали участь у змаганнях азійської конфедерації АФК і збірна Казахстану U-19 стала півфіналістом Юнацького кубка Азії 1998.

## Чемпіонат світу U-20
| Рік    | Раунд              | І                  | В                  | Н                  | П                  | Г+                 | Г-                 |
| ------ | ------------------ | ------------------ | ------------------ | ------------------ | ------------------ | ------------------ | ------------------ |
| 1993   | не брала участі    | не брала участі    | не брала участі    | не брала участі    | не брала участі    | не брала участі    | не брала участі    |
| 1995   | не кваліфікувалася | не кваліфікувалася | не кваліфікувалася | не кваліфікувалася | не кваліфікувалася | не кваліфікувалася | не кваліфікувалася |
| 1997   | не кваліфікувалася | не кваліфікувалася | не кваліфікувалася | не кваліфікувалася | не кваліфікувалася | не кваліфікувалася | не кваліфікувалася |
| 1999   | груповий етап      | 3                  | 0                  | 0                  | 3                  | 1                  | 9                  |
| 2001   | не кваліфікувалася | не кваліфікувалася | не кваліфікувалася | не кваліфікувалася | не кваліфікувалася | не кваліфікувалася | не кваліфікувалася |
| 2003   | не брала участі    | не брала участі    | не брала участі    | не брала участі    | не брала участі    | не брала участі    | не брала участі    |
| 2005   | не кваліфікувалася | не кваліфікувалася | не кваліфікувалася | не кваліфікувалася | не кваліфікувалася | не кваліфікувалася | не кваліфікувалася |
| 2007   | не кваліфікувалася | не кваліфікувалася | не кваліфікувалася | не кваліфікувалася | не кваліфікувалася | не кваліфікувалася | не кваліфікувалася |
| 2009   | не кваліфікувалася | не кваліфікувалася | не кваліфікувалася | не кваліфікувалася | не кваліфікувалася | не кваліфікувалася | не кваліфікувалася |
| 2011   | не кваліфікувалася | не кваліфікувалася | не кваліфікувалася | не кваліфікувалася | не кваліфікувалася | не кваліфікувалася | не кваліфікувалася |
| 2013   | не кваліфікувалася | не кваліфікувалася | не кваліфікувалася | не кваліфікувалася | не кваліфікувалася | не кваліфікувалася | не кваліфікувалася |
| 2015   | не кваліфікувалася | не кваліфікувалася | не кваліфікувалася | не кваліфікувалася | не кваліфікувалася | не кваліфікувалася | не кваліфікувалася |
| 2017   | не кваліфікувалася | не кваліфікувалася | не кваліфікувалася | не кваліфікувалася | не кваліфікувалася | не кваліфікувалася | не кваліфікувалася |
| 2019   | не кваліфікувалася | не кваліфікувалася | не кваліфікувалася | не кваліфікувалася | не кваліфікувалася | не кваліфікувалася | не кваліфікувалася |
| Усього | 1/14               | 3                  | 0                  | 0                  | 3                  | 1                  | 9                  |